# Croton pomaderris
Espèce
Croton pomaderris est une espèce de plantes à fleurs du genre Croton et de la famille des Euphorbiaceae, présente au Brésil (São Paulo).
Il a pour synonyme :
- Oxydectes pomaderris, (Baill.) Kuntze